# Linia kolejowa nr 51
Linia kolejowa nr 51: Suwałki – Trakiszki – niezelektryfikowana, jednotorowa linia kolejowa znaczenia miejscowego i państwowego, łącząca stację Suwałki z dawnym przejściem granicznym Trakiszki/Mockava).
Linia łączy się bezpośrednio z litewską linią kolejową Kozłowa Ruda – Świdziszki (granica państwa). Ponadto według litewskiego regulaminu sieci, odcinek Suwałki – Trakiszki oznaczony jest kodem 398 lub 399, a odcinek Trakiszki – Granica Państwa 400 lub 401, w zależności od kierunku jazdy pociągów.

## Charakterystyka techniczna
Linia w całości jest klasy C3, maksymalny nacisk osi wynosi 205 kN dla lokomotyw oraz wagonów, a maksymalny nacisk liniowy wynosi 71 kN (na metr bieżący toru). Linia zaopatrzona jest w elektromagnesy samoczynnego hamowania pociągów. Linia podlega pod obszar konstrukcyjny ekspozytury Centrum Zarządzania Linii Kolejowych Warszawa, a także pod Zakład Linii Kolejowych Białystok. Prędkość maksymalna poruszania się pociągów na linii wynosi 60 km/h, a jej prędkość konstrukcyjna wynosi 80 km/h. Ponadto prędkość poruszania się pociągów na odcinku transgranicznym wynosi 60 km/h.
Na linii zostały wprowadzone ograniczenia - posterunek Trakiszki jest czynny w godzinach 8:00 – 20:00.

## Znaczenie międzynarodowe
Linia na odcinku 0,000 – 28,620 została uwzględniona w kompleksową, bazową pasażerską i bazową towarową sieć transportową TEN-T, a w całości w sieć głównych międzynarodowych linii kolejowych (AGC). - linia ta wchodzi w skład europejskiego korytarza transportowego E75: Warszawa – Białystok – Sokółka – Augustów – Trakiszki – granica z Litwą. Jest linią o priorytetowym znaczeniu, stanowiącą część kolejowego korytarza towarowego nr 8 Morze Północne – Morze Bałtyckie (RFC8). Korytarz ten, nazywany w części kolejowej korytarzem „Rail Baltica”, łączący Warszawę przez Kowno i Rygę z Tallinnem oraz Helsinkami, ma duże znaczenie polityczne i strategiczne, ponieważ stanowi jedyne połączenie kolejowe krajów bałtyckich z Polską i pozostałymi krajami Unii Europejskiej.

## Czas jazdy
Deklarowany czas przejazdu na tym odcinku o dystansie ok. 38 km przedstawia się następująco (wg rozkładu jazdy 2016/2017):
Międzynarodowy pociąg REGIO 143 z Białegostoku do Kowna
| Stacja            | Przyjazd | Odjazd | Czas postoju | Czas podróży  |
| Suwałki           | -        | 09:31  | 14           | 0             |
| Trakiszki         | 10:18    | 10:18  | 0,5 min      | 47 min.       |
| Marijampolé (CWE) | 12:13    | 12:13  | 0,5 min.     | 1 h 43 min.   |
| Kazlų Rūda        | 12:37    | 12:37  | 0,5 min.     | 2 h 06 minut  |
| Kaunas            | 13:13    |        |              | 2 h 43 minuty |
| ----------------- | -------- | ------ | ------------ | ------------- |